# Irrawaddy Flotilla Company
Pour les articles homonymes, voir IFC.
L‘Irrawaddy Flotilla Company (IFC) est une ancienne compagnie de navigation fluviale qui opérait sur l'Irrawaddy, en Birmanie (actuelle Union du Myanmar). Elle appartenait aux britanniques et était contrôlée par la P Henderson & Company de Glasgow (Écosse). L'IFC fut active de 1865 jusqu'aux années 1940. À son apogée, dans les années 1920, elle possédait la plus grande flotte de navigation fluviale du monde, avec plus de 600 bateaux, et transportait environ 9 millions de passagers par an.

## Histoire

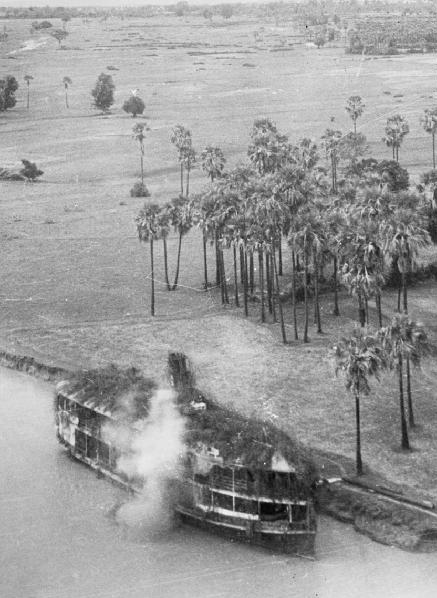
Bateau japonais attaqué par l'aviation alliée durant la Campagne de Birmanie (nov. 1943). Il s'agit probablement d'un de ceux de l'IFC.

L'IFC fut fondée en 1865, principalement pour le transport des troupes sur l'Irrawaddy et dans son delta. Elle transporta bientôt des passagers civils, du riz, des produits du gouvernement et du courier de Rangoon à Prome et, après la chute de la dynastie Konbaung en 1885, jusqu'à Mandalay et Bhamo. En 1908, elle remontait même le Chindwin jusqu'à Homalin.
La compagnie était essentielle à l'exploitation des champs pétrolifères de Yenangyaung et Chauk, qu'elle approvisionnait en matériel lourd. La ligne de chemin de fer Rangoon-Mandalay fut construite dans la vallée de la Sittang, non-navigable, et non dans celle de l'Irrawaddy, ce qui fait que l'IFC resta utile tout le début du XXe siècle, et même après l'indépendance.
Ses navires étaient des bateaux à aubes construits en Écosse, démontés pour le transport et remontés en Birmanie. Lorsque les forces japonaises envahirent le pays durant la Seconde Guerre mondiale, le directeur de l'IFC, John Morton, ordonna le sabordage de toute sa flotte pour éviter qu'elle ne tombe entre leurs mains. Après l'indépendance en 1948, la compagnie fut reconstituée sous le nom de Government Inland Water Transport Board.

## Citation
Les bateaux à aubes (paddles) de l'IFC sont évoqués dans la première strophe du célèbre poème de Rudyard Kipling Mandalay (1892) :
By the old Moulmein Pagoda, lookin' lazy at the sea,
There's a Burma girl a-settin', and I know she thinks o' me;
For the wind is in the palm-trees, and the temple-bells they say:
"Come you back, you British soldier; come you back to Mandalay!"
Come you back to Mandalay,
Where the old Flotilla lay:
Can't you 'ear their paddles chunkin' from Rangoon to Mandalay?
On the road to Mandalay,
Where the flyin'-fishes play,
An' the dawn comes up like thunder outer China 'crost the Bay!